# Ondermolen O
Ondermolen O is een omstreeks 1633 gebouwde poldermolen, die later is voorzien van een vijzel. De molen is een rietgedekte achtkantige molen van het type grondzeiler met een oudhollands wiekenkruis. De kap van de molen is voorzien van een kruiwerk met houten rollen, dat vanbinnen gekruid wordt. De molen is, zoals meer Noord-Hollandse poldermolens, een binnenkruier en is voorzien van een vaste stutvang.
De molen was onderdeel van de zogenaamde 'Noordkust' van de Schermer, dat samen met de 'Zuidkust' en de kleinere gang bij Schermerhorn de taak had om de binnenboezem van de Schermer in drie trappen uit te malen naar de Schermerboezem. In tegenstelling tot de kleine gang bij Schermerhorn is de Noordkust een drietraps gebleven omdat de vijzels niet genoeg voldeden om terug te gaan naar twee trappen.
De molen staat aan de Molenweg in het poldergebied tussen de dorpen Ursem en Schermerhorn en is samen met de andere Schermer-molens eigendom van Stichting De Schermer Molens. De maalvaardige molen is niet publiekelijk te bezoeken.
Bemaling:
Poldermolen D ·
Poldermolen E ·
Poldermolen K ·
Poldermolen M ·
Poldermolen O ·
Ondermolen C ·
Ondermolen D ·
Ondermolen K ·
Ondermolen O ·
Bovenmolen E ·
Bovenmolen G

Overig:
De Otter ·
Tjasker Zuidschermer ·
Schermer Molens Stichting